# Xanthorhoe stenotaenia
Xanthorhoe stenotaenia är en fjärilsart som beskrevs av Franz Dannehl 1933. Xanthorhoe stenotaenia ingår i släktet Xanthorhoe och familjen mätare. Inga underarter finns listade i Catalogue of Life.